# Tour d'Isparta
El Tour d'Isparta va ser una competició ciclista per etapes que es va disputar a la província d'Isparta, a Turquia. La cursa va formar part de l'UCI Europa Tour, amb una categoria 2.2.

## Palmarès
| Any  | Vencedor      | Segon         | Tercer     |
| ---- | ------------- | ------------- | ---------- |
| 2011 | Mustafa Sayar | Nazim Bakırcı | Mert Mutlu |